# 海人 (职业)

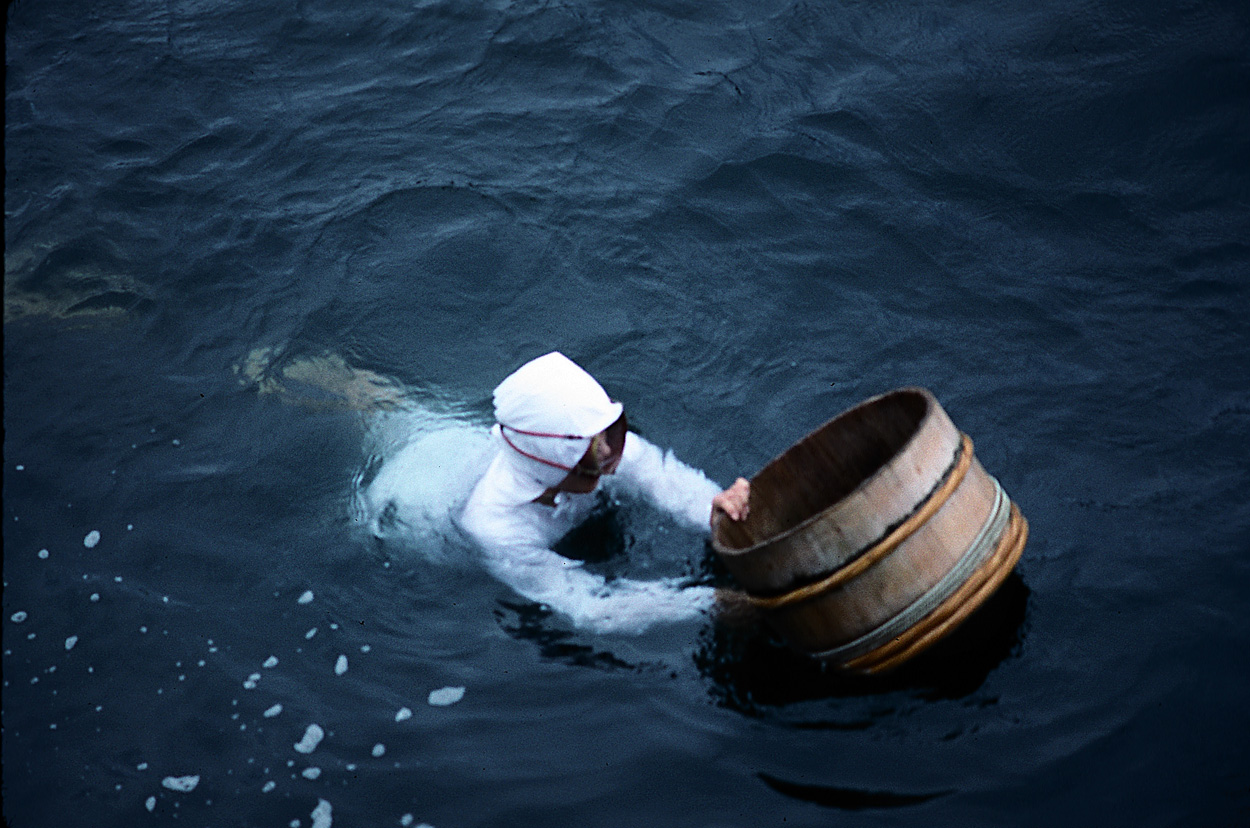
日本海女
浮在海面上的「磯桶」可存放漁獲

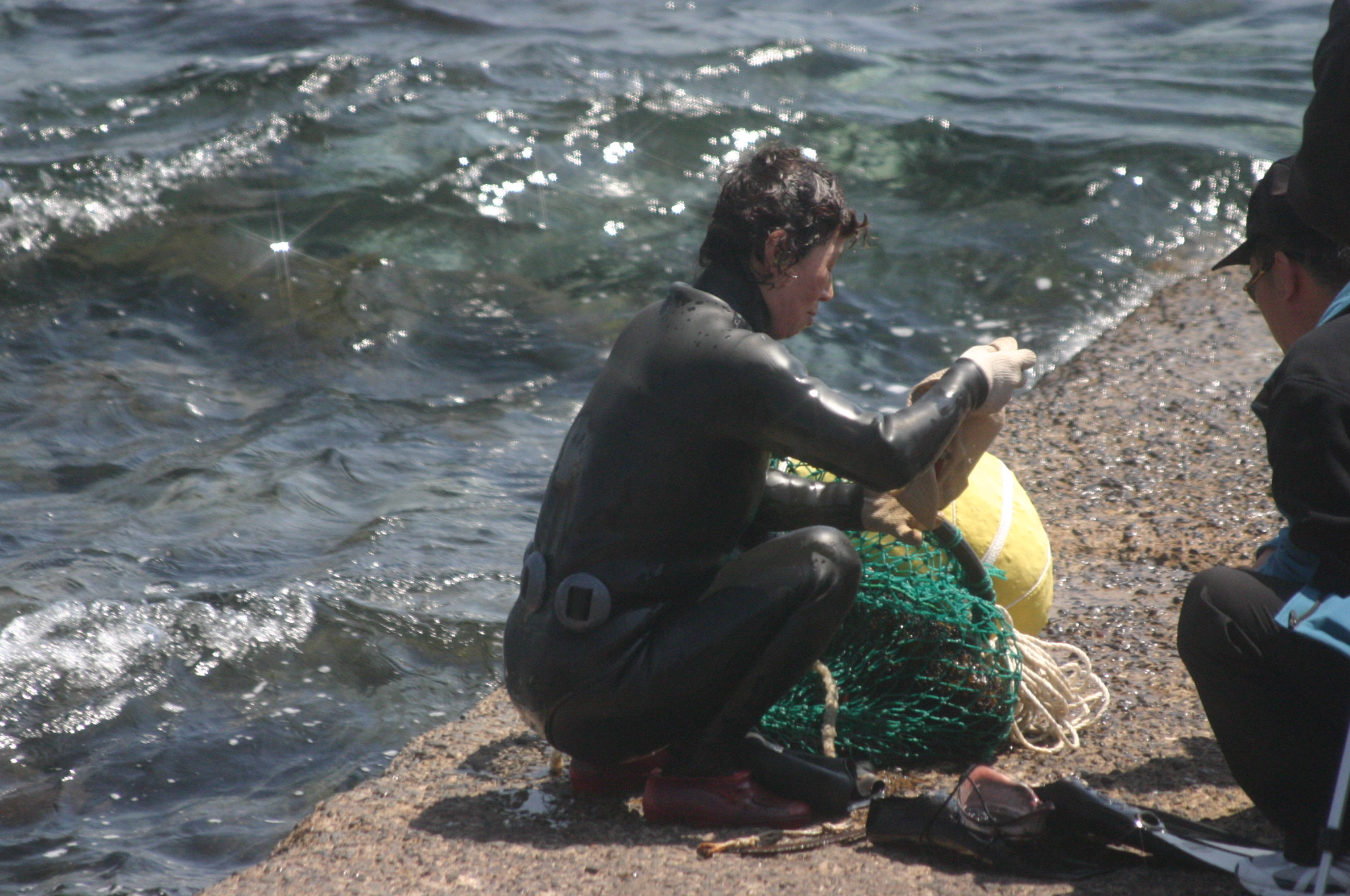
現代韓國濟州島的海女

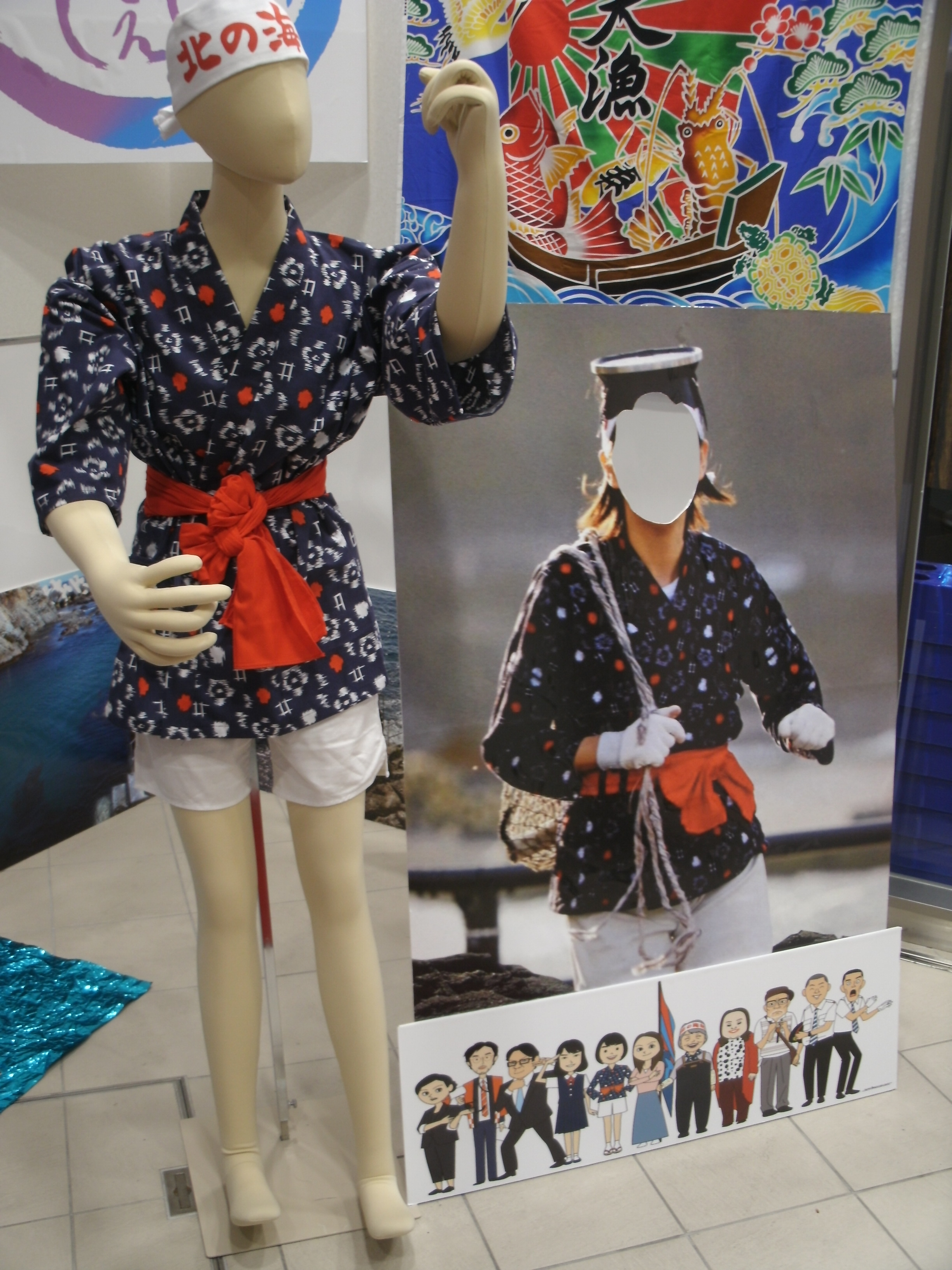
岩手縣久慈市小袖海岸北限海女的衣著

海人是在日本近海以潛水方式捕漁及採集鮑魚、珍珠等為生的人，男性稱為「海士」，女性稱為「海女」，但皆讀為。現今以海女為主，也形成獨樹一格的文化。日本由南至北皆有海人，一般以志摩、伊豆、久慈等地的海女最為人所知。
臺灣澎湖群島與北海岸有海女、韓國濟州島也有海女。中國的海女多稱為採珠女。

## 歷史

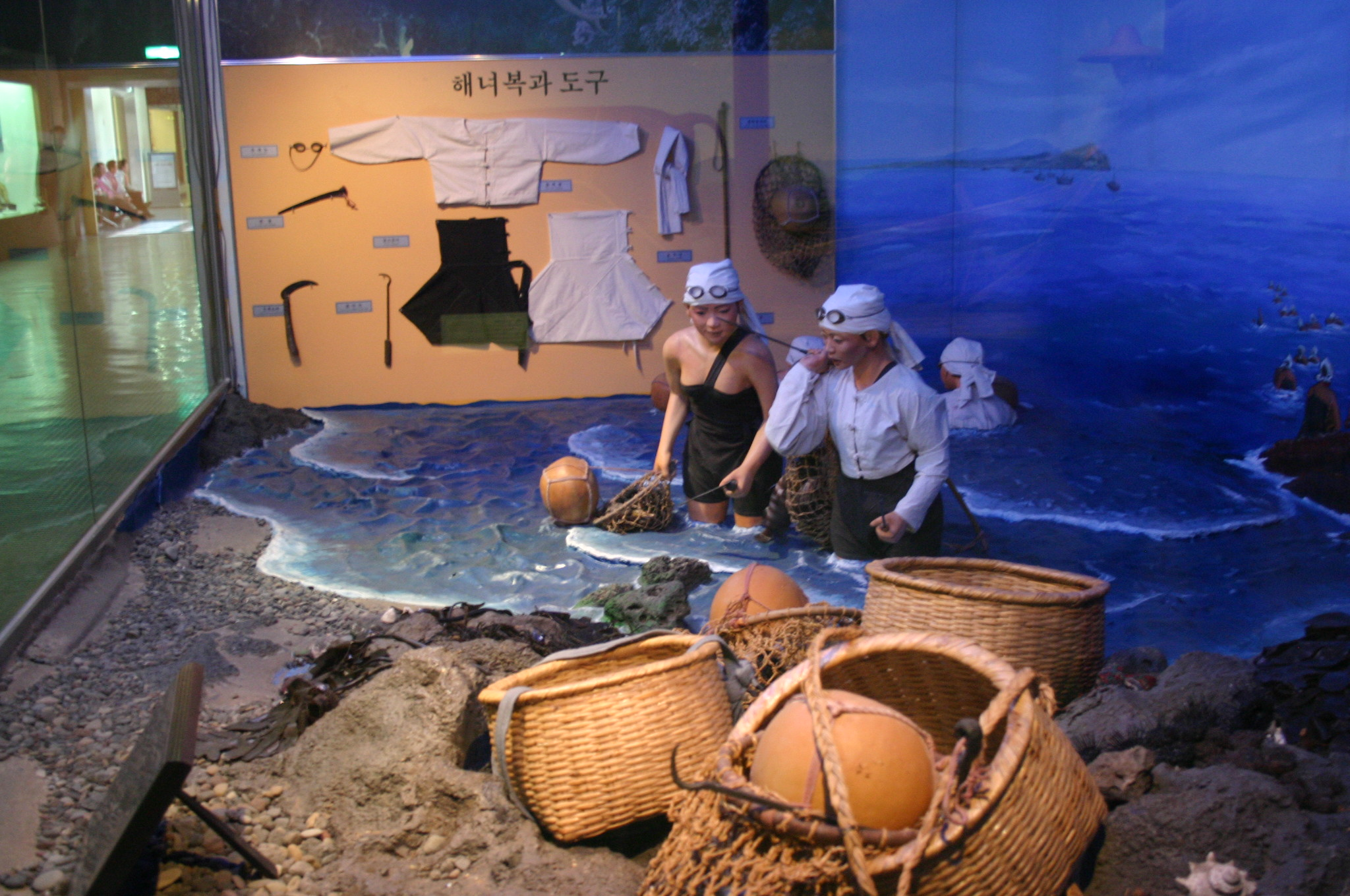
穿著傳統服飾的韓國海女蠟像

海人最早的記錄可見於《魏志倭人傳》，其中寫道：「好捕魚鰒，水無深淺，皆沉没取之」、「今倭水人好沉没捕魚蛤」等，由此可見至少在西元3世紀前便已成風俗。

## 種類
以捕漁方式區分，有以下3種：
徒人海女
海女各持磯桶從岸邊入海捕漁，活動範圍限於沿岸近海。徒人海女是最常見的型態。
舟人海女
海女各持磯桶一起乘海女船（多為木造）出海，可前往離岸較遠的漁場捕漁。
夫妻海女（又稱為「男女海女」）
夫妻搭檔乘船出海，由妻子帶著繩索負責潛水。繩索上有稱為「分銅」的重錘可以加速潛入，浮上時海女會拉扯繩索為信，由丈夫拉繩加速上浮。《枕草子》中所記述的即為夫妻海女。

## 相關作品
- NHK晨間連續電視小說《小海女》

## 外部連結
- http://www8.plala.or.jp/shounan/new8014.html （页面存档备份，存于）
- http://fundoshilady.fc2web.com/ama/ama.html （页面存档备份，存于）